# 梅田北ヤードスタジアム構想
梅田北ヤードスタジアム構想（うめだきたヤードスタジアムこうそう）は、2009年に日本サッカー協会が公表した、大阪市北区の大阪駅北地区（梅田北ヤード）に球技場を建設する構想である。仮称は大阪エコスタジアム。現在、別の再開発計画が進められているため、事実上白紙化された。

## 概要
構想は2009年12月に公表され、同月末に大阪市に正式に提案された。鬼武健二Jリーグチェアマン（当時）によれば、建設の提案自体はJリーグが1年前にセレッソ大阪を通じて行われていたという。収容人数は日本サッカー協会が招致を目指す2022年のFIFAワールドカップの開幕戦と決勝戦が開催可能な8万人以上を想定している。
大阪市の平松邦夫市長が中心になって実現へ動いていたが、ワールドカップの招致がかなわなかったために、平松が建設予定地区を緑地とする方針に転換。その後、方針通り都市公園を併設したグラングリーン大阪が2024年9月に先行開業している。

## 経過

### 構想発表まで
日本サッカー協会は2018年及び2022年のFIFAワールドカップの招致活動を行っていたが（後に2018年は取り下げ）、開幕戦と決勝戦を行うスタジアムに求められる収容人数が2002年の日韓ワールドカップでの6万人以上から8万人以上に増加していたのがネックであった。日本国内で最も収容人数が多く日韓ワールドカップで決勝戦を行った日産スタジアムの収容人数は72,327人であり条件を満たさないため、2016年夏季オリンピックの招致（2016年東京オリンピック構想）を目指した東京都が建設を予定していた東京オリンピックスタジアム（計画での収容人数は8 - 10万人）の使用を想定していた。しかし2009年10月の選考において東京都は落選し、東京オリンピックスタジアムの建設は白紙となった。
これを受けて、ワールドカップ招致委員会会長を務める犬飼基昭日本サッカー協会会長は別に新競技場を建設する方針を示していた。

### 実現に向けての運動
2009年12月28日、日本サッカー協会の幹部らが大阪市の平松邦夫市長と会談し、実現に向けて協力するという事で一致した。翌年2月には平松邦夫市長を会長、鬼武健二チェアマンを副会長とする「大阪駅北地区大規模球技場誘致検討協議会」が発足した。5月には第2回協議会が行われ、正式にこの球技場の仮称を「大阪エコスタジアム」とし、日本が招致を進める2022年FIFAワールドカップの開幕戦と決勝戦の試合会場としてFIFAへの届出を出すことが決定された。問題は土地購入代を含め1000億円はかかるとみられる建設費用の捻出であったが、大阪府と大阪市は折からの財政難で余裕は無く、国立として国に出資を求める意見が大勢を占める一方、協議会委員の一人である橋下徹大阪府知事は民間から投資を募るべきという持論を述べていた。7月にはFIFAの視察団が上空からの視察を行ったがこれに平松も同行した。ワールドカップ開催地決定が迫った11月、平松はワールドカップ招致に失敗しても規模を縮小して建設を目指すと明らかにしたが、一方で橋下は突如としてスタジアム建設反対を表明、同地を森にしたいと語った。

### 構想の頓挫
2010年12月2日、ワールドカップ開催地を決める投票が行われた結果、日本は落選した。これを受け橋下は建設反対の姿勢を改めて明確にしたが、平松はこれに反発しサッカー協会のさらなる提案を待つ姿勢を示していた。しかし協会からの提案がなく、その一方で関西経済同友会は同月末に球技場構想以前からの提言であった緑化構想を改めて提言、北ヤード開発の総合アドバイザーを務める宮原秀夫（前大阪大学学長）も緑地化した上で研究施設などを整備する構想を提言した。結局2011年1月14日、平松はスタジアム構想の撤回、緑化の提言に沿うことを表明した
。

## 施設構想
具体的な施設概要に関しては正式な発表はないが、2010年1月5日付けの読売新聞で環境に配慮した様々な工夫をした構想が報道されている。見出しで梅田「エコ」スタジアムと名付けられていた。
- 屋根に太陽光発電パネルを設置
- 音・振動による発電装置の導入（研究段階のもので実用可能かは不明）
- ヒートアイランド対策として屋上、壁面、周囲を緑化
- 電光掲示板には消費電力の少ない発光ダイオードを利用

その他、4万人分の観客席は仮設にしてワールドカップ終了後は4万人収容スタジアムとし、ラグビーやアメリカンフットボールも開催可能とする案や、すでに日本での開催が決まっている2019年のラグビーワールドカップの会場としても利用する案が出されている。完成予想図は招致ブックにおいて示されている。